# Giuseppe Antonio Patrignani

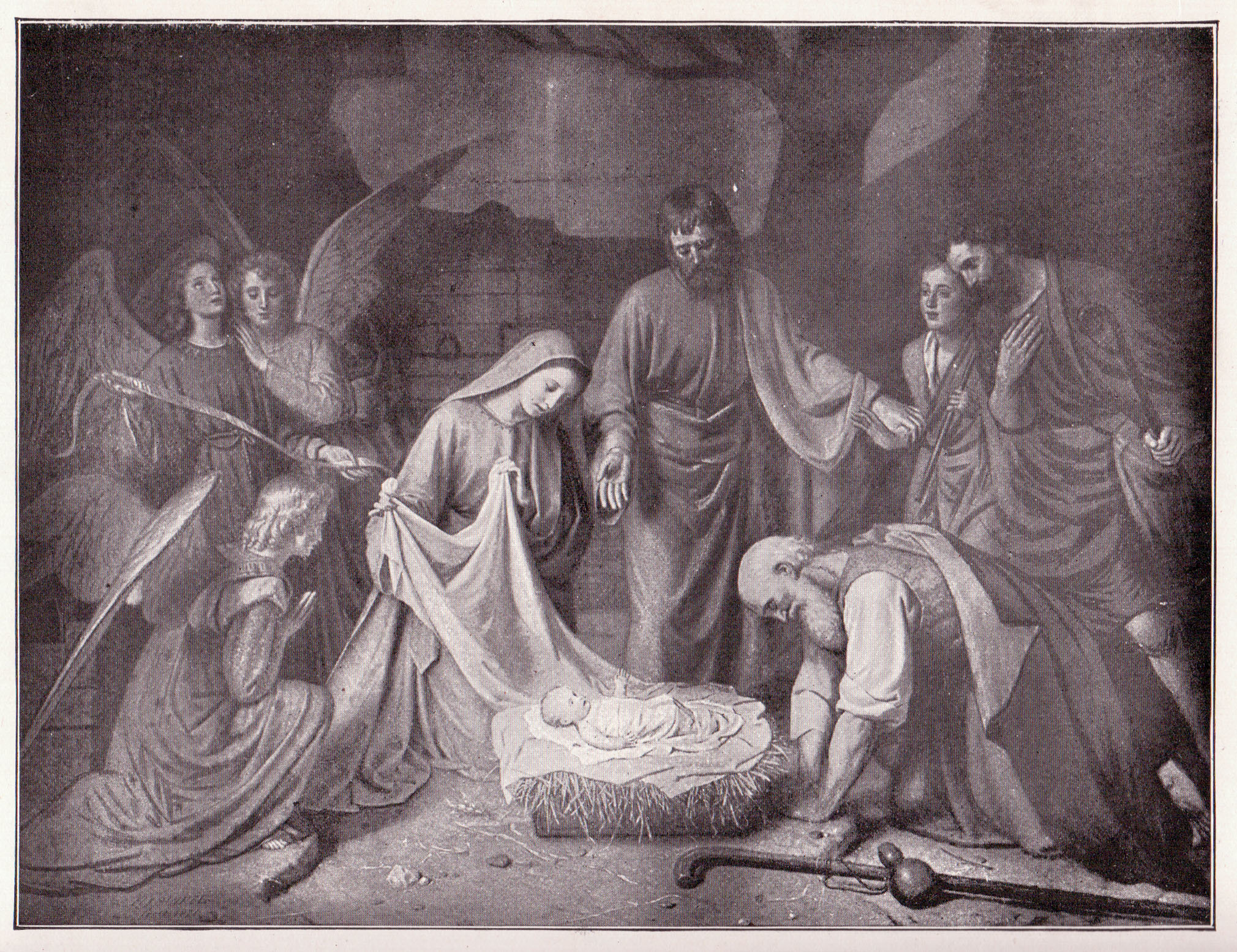
The First Christmas

Giuseppe Antonio Patrignani (Moltalboddo, 22 febbraio 1659 – Roma, 15 febbraio 1733) è stato un gesuita, poeta e drammaturgo italiano, storico della Compagnia di Gesù e autore di sacre rappresentazioni in versi, conosciuto anche come Presepio Presepi.

## Biografia
Scrittore, educatore, drammaturgo, Patrignani fu soprattutto poeta fecondo, e scrisse i suoi versi quando la poesia barocca marinista, illanguidendosi, volgeva al rococò. Pubblicò opere in versi anche con lo pseudonimo Presepio Presepi. Con identica facilità scriveva in italiano e in latino.
La Santa Infanzia di Giesù Cristo in teatro. Rappresentazioni, e trattenimenti drammatici fu edita a Firenze da Michele Nestenus e Antonio Borghigiani nel 1708 (2ª ed. 1713). Conteneva testi teatrali in versi, sulla nascita di Cristo. I dialoghi erano arricchiti da brevi canzoni, tratte da un libro dello stesso Patrignani: Sacri trattenimenti di canto, e suono per l'Avvento e per il Natale. Le canzoni erano eseguite in coro, oppure da singoli personaggi, come San Giuseppe, la Vergine e il pastore Elpino. I Sacri trattenimenti erano stati pubblicati in 2ª edizione, a Firenze, nel 1706 (3ª ed. 1711, 4ª ed. 1724). Non è rimasta traccia della 1ª edizione.
Con l'opuscolo I Vantaggi della scuola pubblica sopra la privata dimostrati in una lettera di risposta al signor conte N. N., pubblicata con pseudonimo Ottavio Piceno nel 1728, Patrignani si pone alle origini della moderna Pedagogia.
Visse trentacinque anni a Firenze dove per trenta insegnò grammatica nelle Scuole inferiori del Collegio Fiorentino della Compagnia di Gesù. Qui è verosimile che abbia messo in scena, con i suoi giovanissimi allievi, le sue sacre Rappresentazioni. Nel 1731 fu chiamato a Roma, per scrivere il Menologio di alcuni padri Gesuiti, e a Roma si spense. Oltre ai versi, i Sacri trattenimenti comprendevano gli spartiti musicali di 27 arie per l'Avvento e per il Natale, a una sola voce su basso continuo, scritte forse in funzione di un coro di voci bianche. Sembra che Patrignani sia stato anche Autore di queste musiche, poiché nei suoi libri non c'è alcun riferimento a un musicista. In nessun suo libro è presente un suo ritratto.
Nel 1837, a Modena, usciva Il cuore ammaestrato di Gesù Bambino sotto vari simboli in madrigali del Patrignani. La sua sensibilità per la musicalità si manifesta anche nei 161 sonetti del libro La musica contemplativa nelle quattro settimane degli Esercizi Spirituali di Sant'Ignazio, data in luce con pseudonimo Presepio Presepi, stampata a Lucca nel 1712 e nel 1713 e quindi tradotta in francese, in tedesco e in spagnolo.
Le poesie e canzonette di Patrignani ebbero fortuna. Alcune furono ripubblicate, senza spartito e senza indicazione dell'Autore, in varie edizioni ottocentesche della Biblioteca per li parrochi e cappellani di campagna, che era un vademecum a uso dei sacerdoti che vivevano in provincia. Delle opere del Patrignani esistono numerose edizioni ottocentesche. La canzone natalizia Poiché Maria si può ascoltare su YouTube, nella interpretazione del Coro Amici della Musica di Fumane (VR).

## Opere
- Vita della Venerabile Suor Margherita del SS. Sacramento, 1704.
- Quattro corone d'esempi ovvero finezze amorose del santissimo Bambino Gesù verso i fanciulli, le verginelle, i devoti di diverso stato, e i peccatori, 1706.
- I Sacri trattenimenti di canto, e suono per l'Avvento e per il Natale in una ghirlanda di canzonette di Presepio Presepi, 2ª ed., 1706.
- La Santa Infanzia di Giesù Cristo in teatro Rappresentazioni, e trattenimenti drammatici di Presepio Presepi, (con dedica alla Congregazione del S. Presepe in Messina), 1708.
- Anacreonte cristiano, Virginibus, puerisque cano di Presepio Presepi, 1711.
- La musica contemplativa nelle quattro settimane degli Esercizi Spirituali di Sant'Ignazio, di Presepio Presepi, 1712.
- La santa infanzia del figliuolo di Dio ne' suoi misterj, 1715.
- Il divoto di S. Giuseppe fornito d'esempj, e di pratiche fruttuose per venerarlo, (con dedica a Gerardo Sagredo, patrizio veneto), 1724.
- I Vantaggi della scuola pubblica sopra la privata dimostrati in una lettera di risposta al signor conte N. N. da Ottavio Piceno (Giuseppe Antonio Patrignani), 1728.  La prima edizione fu pubblicata a Firenze: per Pier Mattia Miccioni, e Michele Nestenus, 1701.
- Menologio di pie memorie d'alcuni religiosi della Compagnia di Gesù, 1730.
- Delizie della Quotidiana Conversazione col Divino Infante Gesù. Diario sacro-istorico, 1732. (Edizione moderna, 2015).
- La Santa Infanzia di Gesù Bambino ne' misteri della sua Vita Santissima, esposta in cantici, e figure. 2ª edizione, 1748.
- Scelta d'alcune vite di giovani convittori stati, e morti nel Seminario romano, 1751.

### Opere tradotte in inglese
- (EN) Giuseppe Antonio Patrignani, Devotion to Saint Joseph, New York, Sadlier, 1867.
- (FR) H. Pottier, De la Confiance filiale en Saint Joseph... extrait du Père Patrignani, Parigi, Enault et Mas, 1871.
- (EN) Giuseppe Antonio Patrignani, A manual of practical devotion to the glorious patriarch St. Joseph, Rockford III., Tan Books, 1982.
- (EN) Giuseppe Antonio Patrignani, Devotion to Saint Joseph, s. l, Nabu Press, 2011.